# Brasidas
Brasidas (altgriechisch Βρασίδας Brasídas; † 422 v. Chr. bei Amphipolis in Nordgriechenland) war ein spartanischer Feldherr, der in der ersten Hälfte des Peloponnesischen Krieges wirkte.

## Leben

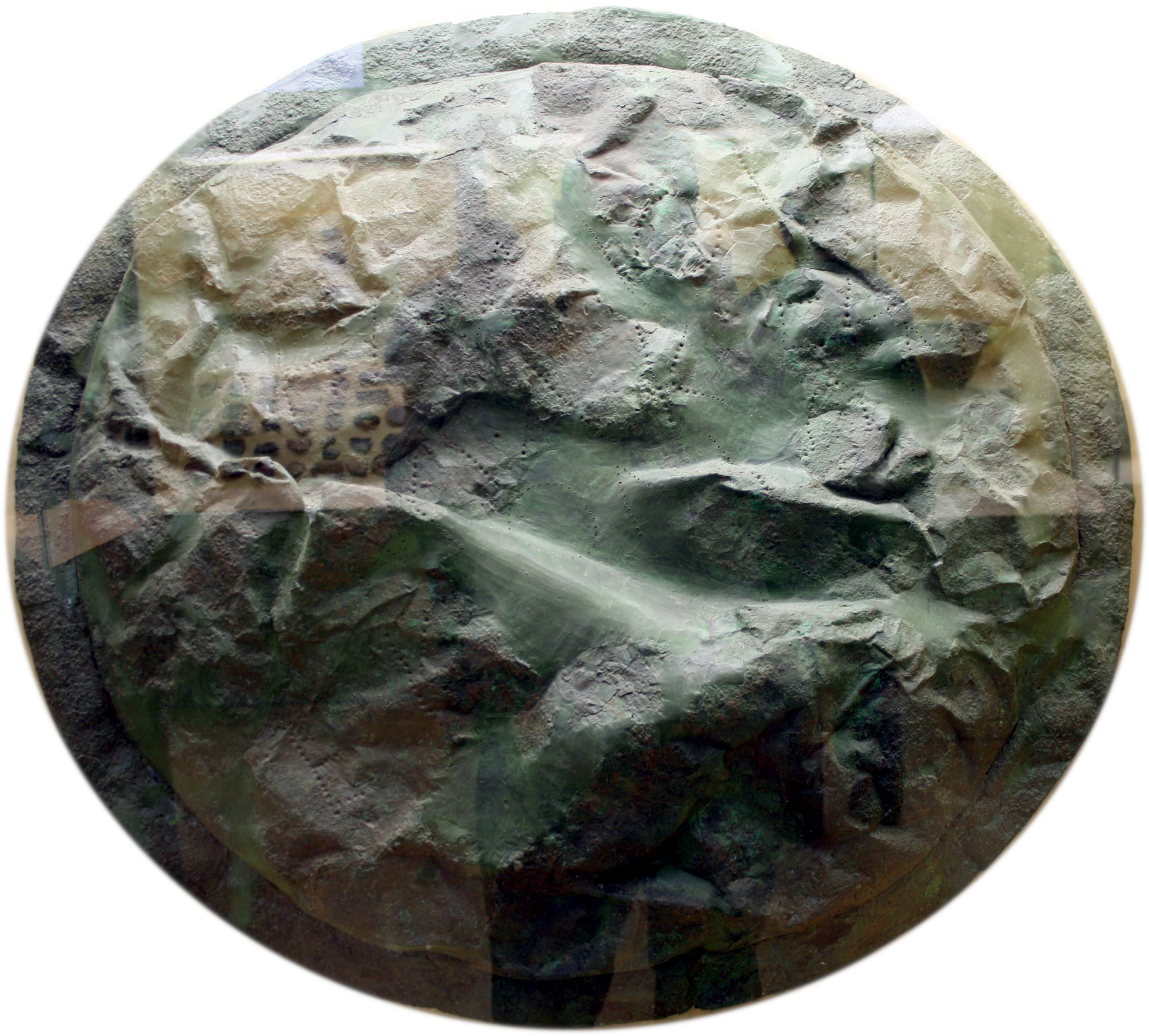
Sogenannter „Schild des Brasidas“

Brasidas stammte aus einer angesehenen spartanischen Familie. Sein Vater war Tellis, der 421 v. Chr. den Nikiasfrieden mitschwor, seine Mutter Argileonis. Im Krieg operierte er sehr erfolgreich als Feldherr. Er fungierte in der Frühphase des Krieges als Berater, für die Entsetzung Methones wurden ihm hohe Ehren zuteil, er wurde 431/30 v. Chr. relativ jung eponymer Ephor. Gegen den Widerstand einflussreicher Kreise in Sparta, die eine Verständigung mit Athen anstrebten, sprach er sich für ein Bündnis mit Makedonien aus. 429 v. Chr. beriet er den Nauarchen Knemos bei der zweiten Seeschlacht von Naupaktos und einem Überfall auf Salamis, 427 v. Chr. den Nauarchen Alkias während des erfolglosen Versuchs der Besetzung von Kerkyra. Als Trierarch nahm er 425 v. Chr. am Kampf gegen den neuen athenischen Stützpunkt Pylos teil. Bei der Schlacht von Pylos, die für Sparta im Nachgang verheerende Folgen hatte, wurde Brasidas als Einziger den Widerstand organisierender Spartaner verletzt und verlor seinen Schild. Dieser wurde danach in Athen öffentlich ausgestellt. Ein spartanischer Schild, der bei Ausgrabungen gefunden wurde und laut Inschrift Beute aus der Schlacht war, wurde optimistisch Brasidas zugewiesen und wird oft als „Schild des Brasidas“ bezeichnet. Diese Zuweisung ist jedoch stark umstritten, das Agora-Museum, zu deren Sammlung der Schild gehört, nennt ihn nicht so.
Im Jahr 424 v. Chr. griff er von Korinth aus in den Kampf um Megara ein und rettete die Stadt vor einem Angriff Athens. Anschließend marschierte er mit einem Heer von 1700 Mann, davon 700 Heloten und der Rest Söldner, nach Thrakien, um dort Athens Versorgung mit Getreide aus der Schwarzmeerregion zu bedrohen.
Im Winter 424/423 v. Chr. gelang ihm die Einnahme der athenischen Kolonie Amphipolis am Strymon, eines für Athen wichtigen Stützpunktes. Er schlug maßvolle Bedingungen zur Übergabe vor. So sollten alle Bürger ihren Besitz behalten dürfen oder mit ihrem Besitz abziehen dürfen. Diesen Verlust musste der zur Verteidigung Amphipolis von der Insel Thasos herbeieilende Strategos Thukydides, der nicht rechtzeitig vor der Übergabe eintraf und nur die nahegelegene Hafenstadt Eion sichern konnte, später mit Verbannung büßen.

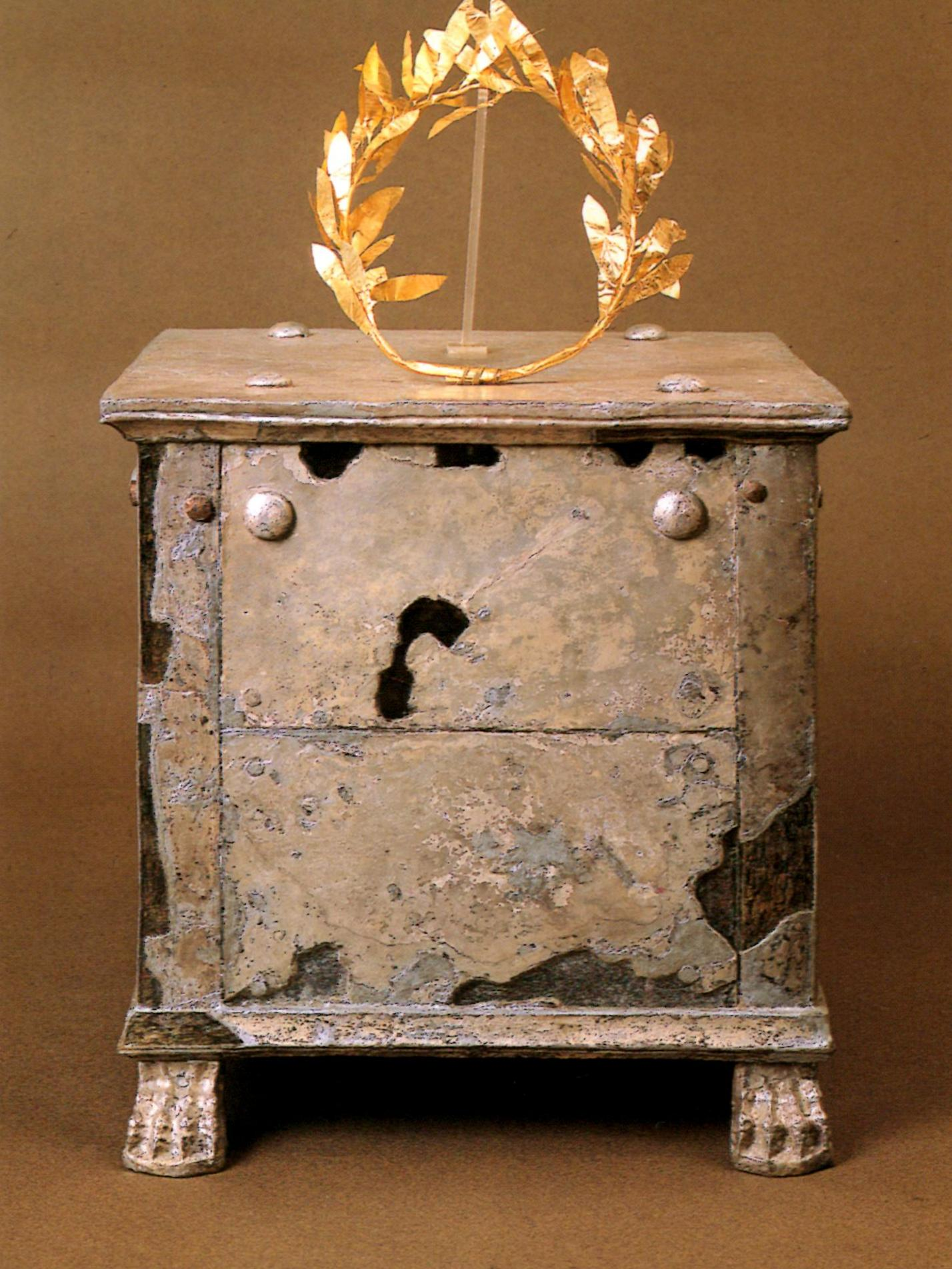
Silberne Urne und Goldlorbeerkranz aus dem Grab des Brasidas

Bei der für die Spartaner siegreichen Schlacht von Amphipolis 422 v. Chr. kamen Brasidas und sein athenischer Gegenspieler Kleon ums Leben, was den Weg für den Nikiasfrieden von 421 v. Chr. freimachte. Die Amphipoliten bestatteten den Gefallenen innerhalb der Mauern. Sie betrachteten ihn als den zweiten Gründer ihrer Stadt und verehrten ihn mit Spielen und kultischen Feiern als Heros und Retter.
Thukydides schildert Brasidas als tatkräftig, gerecht und maßvoll. Sein ihm vorauseilender Ruf erleichterte es ihm daher erheblich, die Verbündeten Athens zum Abfall zu bewegen, insbesondere wenn er erklärt, dass er angeblich gesandt sei, Hellas zu befreien. Brasidas war auf Ausgleich bedacht, um so die Eingliederung der eroberten Gebiete zu erleichtern. So schilderte Thukydides die Einnahme der Stadt Torone:

„Als es nun Tag geworden und Brasidas die Stadt fest in seiner Hand hatte, schickte er einen Herold an die mit den Athenern geflüchteten Toroner: wer wolle, dürfe ungefährdet in seinen Besitz und in seine bürgerlichen Rechte zurückkehren; […] Er versammelte auch die Toroner und redete ähnlich wie in Akanthos; es sei nicht recht, die Männer, die ihm zur Einnahme der Stadt geholfen hätten, zu verachten und als Verräter anzusehen: sie hätten das ja nicht zur Knechtung oder für Geld getan, sondern zum Guten und für die Freiheit der Stadt; ebensowenig solle man aber die Unbeteiligten nun von der Gleichberechtigung ausschließen wollen. Er sei nicht gekommen, irgendeine Stadt oder einen Bürger zu verderben. Deswegen habe er auch sein Anerbieten denen melden lassen, die sich zu den Athenern geflüchtet, weil er sie nicht um jener Freundschaft willen verachte; […]“

Die Eigenschaften von Brasidas als Feldherr und sein persönliches Verhalten während der Schlacht werden von Thukydides sehr positiv beschrieben. Sein durchdachter Plan und seine persönliche Tapferkeit steht in scharfem Kontrast zu dem, wie Thukydides Kleon beschreibt, den der Geschichtsschreiber allerdings auch allgemein negativ betrachtete.
Bei Arbeiten im Zuge der Errichtung des Archäologischen Museums in Amfipoli wurde 1976 im Zentrum der antiken Stadt ein unberührtes Kammergrab gefunden. Die Lage innerhalb der Stadtmauern, an einer so exponierten Stelle, ist überaus ungewöhnlich und sprach für den Bestattungsort einer ganz besonderen Persönlichkeit. Im Grab wurde eine massive silberne Schatulle und ein goldener Lorbeerkranz gefunden. Aufgrund der Überlieferung bei Thukydides könnte das Grab möglicherweise Brasidas zugeschrieben werden.